# Adem Hodža
Adem Hodža je kosovski političar goranske zajednice, predsjednik Jedinstvene Goranske Partije i zastupnik u Skupštini Kosova. Rođen je 16. lipnja 1968. godine u Restelici, Kosovo.
Nakon što je prvobitno izabran kao poslanik iz redova koalicije goranskih stranaka i inicijativa pod imenom Koalicija za Goru(KZG), 2014 godine osniva novu stranku goranske zajednice, Jedinstvenu goransku partiju.
Kao zastupnik goranske zajednice u Skupštini Kosova, doprinio je prevazilaženju teške političke blokade na Kosovu, kad je glasao za ratifikaciju demarkacije između Kosova i Crne Gore. Zbog svoje uloge u Skupštini Kosova bio je meta političkih krugova van i unutar Kosova.

## Vanjske poveznice
- Politička Deklaracija Jedinstvene Goranske Partije, 2017  Arhivirana inačica izvorne stranice od 11. veljače 2020. (Wayback Machine)